# امامزاده نوح
بنای امامزاده نوح مربوط به دوره قاجار است و در شهرستان نوشهر، بخش کجور، روستای چلندر واقع شده و این اثر در تاریخ ۱۰ خرداد ۱۳۸۲ با شمارهٔ ثبت ۸۷۸۴ به‌عنوان یکی از آثار ملی ایران به ثبت رسیده است.